# Cylon
Cylon (Grieks: Κύλων / Kylon) was een Atheense edelman die leefde in de 7e eeuw v.Chr.
Rond 640 v.Chr. behaalde hij voor Athene een overwinning bij de Olympische Spelen. Vermoedelijk in 632 (of was het 636?) bezette hij de akropolis van Athene met de bedoeling door een staatsgreep tiran van zijn vaderstad te worden. Hij genoot hierbij de steun van zijn schoonvader Theagenes, tiran van Megara. De Atheners slaagden er echter in de burcht te heroveren. Cylon en zijn broer konden ontkomen, maar zijn aanhangers en medestanders werden gedood, op bevel van de archont Megacles uit het geslacht der Alcmaeoniden, hoewel zij tempelasiel hadden gevonden bij het heiligdom der Eumeniden. De door dit heiligschennis bezoedelde clan der Alcmaeoniden werd uit Athene verbannen en mocht pas in de tijd van Solon (± 590) naar zijn vaderstad terugkeren.
In april 2016 werd in Palaio Faliro bij Athene in twee massagraven een aantal skeletten gevonden uit het derde kwart van de 7e eeuw v.Chr., de handen op de rug gebonden. Verondersteld is, dat het de geëxecuteerde medestanders van Cylon betrof.
 Portaal Oudheid · Athene · Geschiedenis van Griekenland · Geschiedenis van Athene